# Święty Franciszek otrzymujący stygmaty (obraz El Greca z 1590)
Święty Franciszek otrzymujący stygmaty (typ II, Escorial)– obraz autorstwa hiszpańskiego malarza pochodzenia greckiego Dominikosa Theotokopulosa, znanego jako El Greco. Obraz sygnowany: domènikos theotokópoulos epoíei.

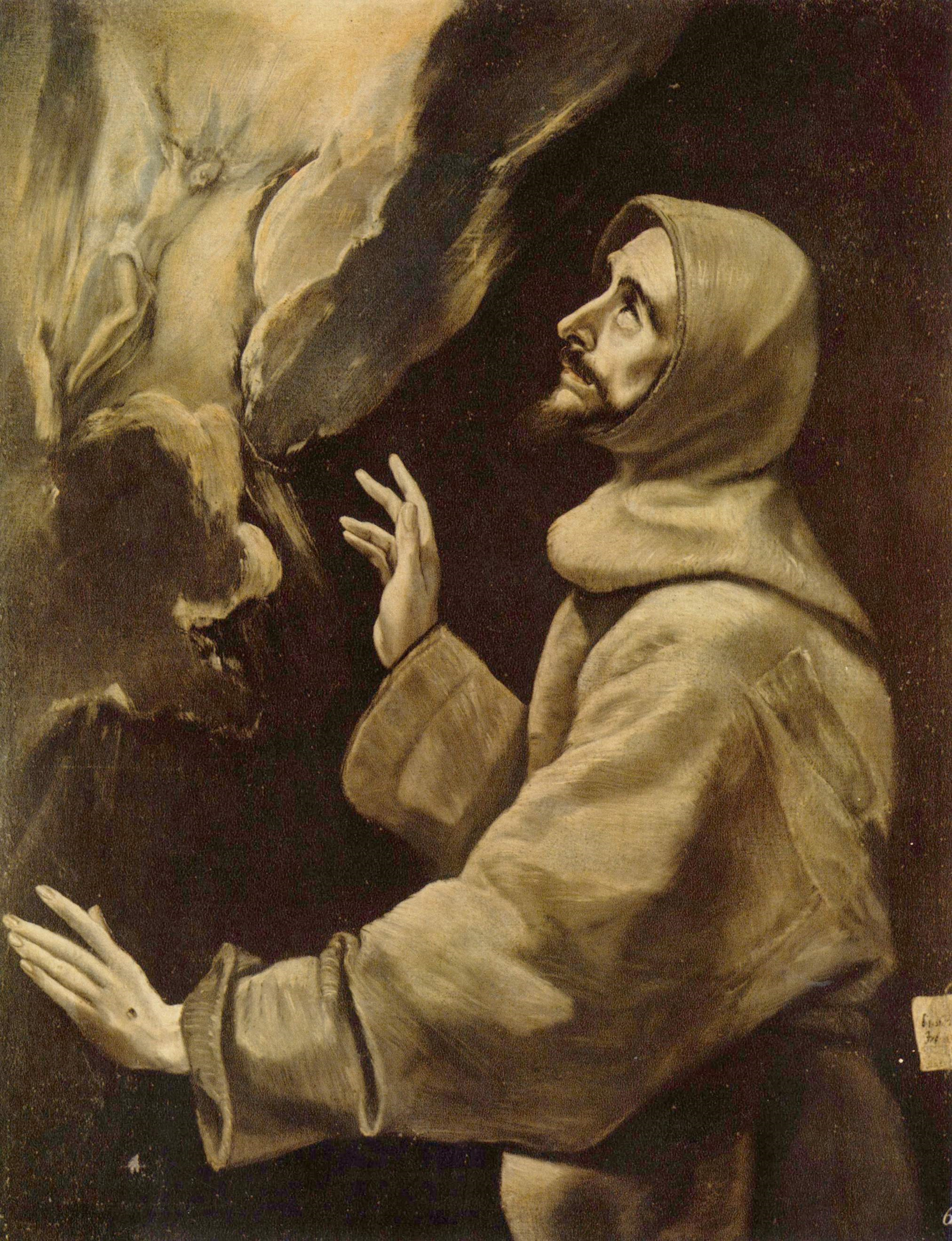
Święty Franciszek otrzymujący stygmaty,
(1585–1590)
107 × 87 cm
Escorial

El Greco wielokrotnie malował portret św. Franciszka. Przedstawiał go w różnych pozach ekstazy, niemal zawsze z nieodłącznym artefaktem: trupią czaszką lub krucyfiksem. Po raz pierwszy po temat sięgnął jeszcze podczas swojego pobytu w Rzymie, tuż przed wyjazdem do Hiszpanii; przez całe życie z jego warsztatów wyszło ponad sto różnych wersji przedstawiających Franciszka z czego dwadzieścia pięć zostały wykonane ręką mistrza. Ze wszystkich wizerunków Franciszka emanuje duchowość i ascetyzm świętego.

## Opis obrazu
Franciszek został przedstawiony w chwili, w której otrzymywał stygmaty. W lewej górnej części można kontemplować jego wizję: Chrystusa na krzyżu przedstawionego wśród chmur, od którego promieniuje światło, oświetlające świętego.
Franciszek ma na sobie tradycyjny, brązowy habit franciszkanów. Jego wychudzona postać jest typowa dla wyobrażenia ascety. Spod szerokiego habitu wystają delikatne jedynie dłonie na których widoczne są stygmaty, a spod kaptura twarz o ostrych rysach i mocno wystającymi kościach policzkowych. Franciszek wpatrzony jest w objawiony krucyfiks. Cała scena pozbawiona jest wszelkich elementów rozpraszających uwagę; tło jest ciemne a artysta koncentruje się na postaci i jego wizji od której bije moce światło oświetlające go. El Greco wykorzystał jeden z trików jaki opracował we wcześniejszych dziełach: poddał ubranie odpowiedniej modulacji, która przekształca je w czystą ekspresję bez wpływu na realizm tekstury i formy.
W tym samym okresie El Greco namalował druga wersję, dziś znajdująca się w Escorialu. Wersja również jest sygnowana, lecz z powodu przycięcia płótna sygnatura jest niekompletna.